# Кирхенштейн, Рудольф Мартынович
Рудольф Мартынович Кирхенштейн (латыш. Rūdolfs Kirhenšteins; 7 мая 1891 Мазсалаца, Лифляндская губерния Российская империя — 25 августа 1938, СССР) — советский разведчик («Гарри II», «Князь»), полковник (1936).

## Биография
Родился в местечке Мазсалаца (ныне в Мазсалацском крае Латвии), в Валтенбергском поместье, в семье служившего там почтальоном отставного солдата Мартина Ансиса Кирхенштейна и его супруги Байбы, был одним из 11 детей этой пары. В 1886 году Мартин (Мартын) Кирхенштейн взял в аренду кабак, что позволило улучшить материальное положение семьи.
В 1907 вступил в РСДРП, жил в эмиграции в Швейцарии (1908—1912).
В 1914 году был мобилизован в Русскую императорскую армию. В 1916 году окончил школу прапорщиков, был младшим офицером 152-го Владикавказского стрелкового полка.
Участник Октябрьской революции.
С 1918 года в Красной Армии, в резерве латышских стрелков (1917—1919), член полкового комитета и комиссар полка 6-го Тукумсского полка (октябрь 1917), командир и комиссар 6-го Торошинского полка латышских стрелков, командир роты 4-го Латышского стрелкового полка.
В июне—сентябре 1919 года — в разведотделе штаба 15-й армии.
В 1920—1922 его переводят в Разведывательное управление Петроградского Военного округа: заведующий прессой, заместитель начальника, начальник Регистрационного отделения.
В 1922—1924 годах он начальник и военком разведывательного отдела штаба Кавказской Краснознаменной армии, в июле 1923 года преобразованного в разведывательную часть.
Руководящий работник РУ штаба РККА (1924—1927), при аттестации 25.02.1927 «признан соответствующим должности начальника РО Штаба округа». Спустя год, 2 февраля 1928 года, в представлении к ценным подаркам Кирхенштейна и других товарищей, «в большинстве своем зарубежников», Я. К. Берзин отмечал, что они «оказали крупнейшие услуги Командованию своей разведывательной работой».
В первой половине 1920-х годов — резидент в Германии. Сотрудник по особо важным поручениям при начальнике РУ штаба РККА (сентябрь 1926 — март 1930; июль 1930 — июнь 1931), был на связи у военного атташе при постпредстве СССР С. В. Петренко-Лунева.
Позже — резидент в Англии, известный в литературе как «Гарри II» и «Князь». «Опытный агентурный работник с достаточной политической и военной подготовкой. На работе себя показал с хорошей стороны. Тяготится заграничной жизнью, что убивает энергию и сказывается на работе. Послана замена», — указывалось в представлении о замещении Кирхенштейна Генри Робинсоном.
В марте-июле 1930 года — помощник начальника 2-го отдела разведуправления штаба РККА (март—июль 1930).
Помощник, заместитель начальника 2-го отдела (июнь 1931—1933), в распоряжении РУ штаба РККА (декабрь 1935 — декабрь 1937). Связной Льва Маневича.

## Образование
В 1920 году окончил курсы разведки и военного контроля Регистрационного управления (Региструпра) Полевого штаба РВСР. В 1930 году окончил вечерние курсы усовершенствования высшего и среднего начсостава при разведуправлении (РУ) штаба РККА; в 1931 году начал учёбу на Восточном факультете Военной академии имени М. В. Фрунзе (закончил в 1935 году).
Владел немецким, французским и итальянским языками.

## Арест и осуждение
Арестован 2 декабря 1937 года. Адрес перед арестом: Москва, улица Плющиха 13, кв.13.
25 августа 1938 года по обвинению в «участии в контрреволюционной, националистической, шпионско-террористической организации» приговорен ВКВС СССР к расстрелу, расстрелян в тот же день.
Место захоронения — расстрельный полигон «Коммунарка», Московская область.
Реабилитирован 9 июля 1957 года.

## Семья
Близкий друг Яна Берзина.
Супруга Рудольфа Мартыновича была арестована 20 декабря 1937 года и сослана в Темниковский ИТЛ, откуда её в 1943 году освободили по ходатайству Августа Кирхенштейна. Младший сын Арвид через Даниловский детский приёмник был распределён в детский дом в городе Зубцове Калининской области, пока в 1940 году его оттуда не забрал старший брат Харий. Он погиб в боях под Наро-Фоминском в 1941 году. Арвид тоже сражался в рядах РККА с 1943 по 1945 год, награждён медалью «За отвагу», орденом Отечественной войны I степени.
Рудольф Мартынович был родным братом Августа Кирхенштейна, латвийского учёного-микробиолога и политического деятеля Латвийской ССР.
В Советском Союзе жили другие братья.
Арнольд Кирхенштейн (1878 года рождения) работал главным механиком треста «Союзасбест» в Свердловске. Арестован в декабре 1937 года, расстрелян в октябре 1938-го. Три его сына погибли на фронтах Великой Отечественной войны.
Оскар Кирхенштейн (1882 года рождения) занимал должность директора одной из уральских электростанций. Арестован 9 января 1938 года, умер в больнице НКВД 7 мая того же года. Его супруга Анастасия, арестованная вместе с ним, была освобождена в 1939 году, в 1940-м переехала в Латвийскую ССР. Погибла в концлагере «Саласпилс» в 1943 году.
Герман Кирхенштейн (1888 года рождения) работал экономистом ленинградского завода «Севкабель». Арестован 3 декабря 1937 года, расстрелян 4 января 1938 года.
17 мая 1944 года Август Мартынович Кирхенштейн направил письмо комиссару госбезопасности СССР Всеволоду Меркулову о судьбе братьев Рудольфа и Германа, арестованных в 1937 или 1938 году и просил разъяснить причины ареста и сообщить, каким судом и к какому наказанию они были приговорены. Он сообщал, что до него дошла информация, что какой-то заключённый по фамилии Кирхенштейн работал на Томской железной дороге, станции Югра.

## Награды
Наградное оружие — револьвер (1928),
Орден Красного Знамени (1931). Вручён ему в числе пяти разведчиков, представленных к этой высшей военной награде, всего в 1930-е годы орденом были награждены десять разведчиков.